# Manchester (Nueva York)
Manchester es un pueblo ubicado en el condado de Ontario en el estado estadounidense de Nueva York. En el año 2000 tenía una población de 9,258 habitantes y una densidad poblacional de 94.6 personas por km².

## Geografía
Manchester se encuentra ubicado en las coordenadas 42°58′10″N 77°13′34″O / 42.96944, -77.22611.

## Demografía
Según la Oficina del Censo en 2000 los ingresos medios por hogar en la localidad eran de $39,154 y los ingresos medios por familia eran $47,117. Los hombres tenían unos ingresos medios de $32,444 frente a los $25,041 para las mujeres. La renta per cápita para la localidad era de $19,285. Alrededor del 8.4% de la población estaban por debajo del umbral de pobreza.